# الحزب الديمقراطي الكردستاني
الحزب الديمقراطي الكردستاني (بالكردية:Partiya dêmokirata Kurdistanê) هو حزب قومي ليبرالي وأحد الأحزاب الكردية الرئيسية في إقليم كردستان والعراق ومؤسس الحزب هو الزعيم الراحل مصطفى البارزاني. خلّف مصطفى البارزاني في رئاسة الحزب عام 1979 نجله مسعود بارزاني الذي يترأس الحزب إلى الآن وترأس إقليم كردستان في فترة ما بين 14 يونيو 2005 و 1 نوفمبر 2017.
تأسس الحزب في 16 آب عام 1946 بقيادة مصطفى بارزاني، في البداية كان اسم الحزب هو (الحزب الديمقراطي الكردي) ولكن في المؤتمر الثالث بتاريخ 26/1/1953 المنعقدة في مدينة كركوك، تقرر تغيير الاسم إلى (الحزب الديمقراطي الكوردستاني).
كان الحزب منذ نشوئه عام 1946 إلى التسعينيات يدعوا إلى الحكم الذاتي لأكراد العراق والديمقراطية للعراق ولكنه ومنذ اواسط التسعينيات بدأ ينحو منحى اخر حيث بدأ بالمطالبة بدولة مستقلة لأكراد العراق ولكنه رضي بالفيديرالية كحل مؤقت بناء على اقتراح أمريكي لحين تهيئة الأرضية المناسبة لاقامة الدولة الكردية المنشودة.
كان للحزب دور ضئيل على الساحة السياسية العراقية من مرحلة ما بعد انهيار 1975 إلى حرب الخليج عام 1991 ولكن بعد حرب الخليج الثانية اغتم الأكراد فرصة إعلان التحالف الغربي عن منطقة حظر الطيران والتي أصبحت ملاذًا للأكراد فقام الحزب بالمشاركة في الانتخابات التي نضمت في كردستان العراق حيث حاز الحزب على 51% من اصوات الناخبين في الانتخابات التشريعية وتشكلت في عام 1992 حكومة مشتركة للحزب الديمقراطي الكوردستاني مع الاتحاد الوطني الكردستاني لإدارة إقليم كردستان في شمال العراق.
بدأ التوتر يظهر على علاقة الحزبين بسبب تدخلات دول الجوار والنظام في بغداد آنذاك لإفشال أي تحرر للاكراد مما أدى إلى حرب أهلية في عام 1994 إلى ان عقد الحزبان اتفاقية سلام في واشنطن في عام 1998 بوساطة أمريكية.

## مؤتمرات الحزب
- المؤتمر الأول: عقد في 16/8/1946، وكان في منزل (سعيد فهيم) بمدينة بغداد وبشكل سري، حيث شارك (70) ممثلاً.[5]
- المؤتمر الثاني: عقد في شهر آذار من عام (1951) مكان المؤتمر كان في منزل (علي حمدي) بمدينة بغداد، وكان المؤتمر بمشاركة قرابة (30) ممثلاً عن الفروع ولجان مناطق البارتي.[5]
- المؤتمر الثالث: عقد في 26/1/1953 في مدينة كركوك وبمشاركة قرابة (35-40) ممثلاً.[5]
- المؤتمر الرابع: عقد في فترة 4-7/10/1959 في منزل (كاكه زياد) بمدينة بغداد، حيث كان المؤتمر بإشراف الملا مصطفى بارزاني.[5]
- المؤتمر الخامس: عقد في شهر أيام من عام (1960) في مقر الحزب حينذاك بمدينة بغداد.[5]
- المؤتمر السادس: عقد في بدايات شهر تموز من عام (1964) في بلدة قلادزى.[5]
- المؤتمر السابع: عقد في 15/11/1966، في كلالة.[5]
- المؤتمر الثامن: عقد في 1/7/1970 في ناوبردان وبمشاركة (488) ممثلاً.[5]
- المؤتمر التاسع: عقد في 4/10/1979 بمنطقة (مركاوار)، وقد انتخب فيها (مسعود مصطفى بارزاني) رئيساً للحزب بتصويت المشاركين بالأجماع.[5]
- المؤتمر العاشر: عقد في الفترة 2-12/12/1989 في منطقة (مركاوار) بمشاركة (332) ممثلاً.[5]
- المؤتمر الحادي عشر: عقد في عام 1993 بمدينة أربيل عاصمة أقليم كوردستان، بمشاركة (2167) ممثلاً.[5]
- المؤتمر الثاني عشر: عقد في الفترة 6-14/10/1999 في العاصمة أربيل، بمشاركة (1473) ممثلاً.[5]
- المؤتمر الثالث عشر: عقد في الفترة 11-18/12/2010، في العاصمة أربيل، بمشاركة أكثر من (1500) ممثلاً.[5]
- المؤتمر الرابع عشر : عقد في عام 8/11/2022 في محافظة دهوك . بمشاركة اكثر من ( 1000) ممثلا

## أهداف الحزب

### أهداف الحزب على المستوى القومي
- توثيق علاقات الأخوة والتضامن والتعاون مع سائر الأحزاب والمنظمات الديمقراطية والسلمية والجاليات الكوردية لتحقيق الأهداف القومية المشروعة بالوسائل السلمية، ونشر ثقافة الحوار والتسامح داخل البيت الكوردي وتحريم اللجوء إلى القوة.
- السعي لتدويل القضية الكوردية في إطار المنظمات الدولية والإقليمية سياسياً، واكتساب الحركة التحررية الكوردية صفة مراقب في هذه المنظمات للدفاع عن حقوقها القومية والوطنية المشروعة.
- إعادة كافة المناطق المستقطعة من اقليم كوردستان وفق الآليات الواردة في المادة 140 من دستور العراق الاتحادي، وتثبيت حدود الإقليم على هذا الاساس.
- الدفاع عن حقوق جميع الكورد الساكنين في المناطق الأخرى من العراق كجزء غير مجزأ من الأمة الكوردية والعمل على تعزيز وإدامة الروابط الاجتماعية والثقافية معهم.

### اهداف الحزب على المستوى الوطني
- السعي لبناء مجتمع مدني يسوده القانون وتكافؤ الفرص يتعايش فيه الجميع في ظل سلطة وطنية نزيهة وشفافة، وتحقيق التعددية السياسية، وتداول السلطة سلميا.
- ارساء النظام الديمقراطي البرلماني الفيدرالي في العراق بالشكل الذي يضمن للعراقيين حق المواطنة كاملة، ويحفظ للعراق مكانته الدولية ويضمن استقلاله وسيادته.
- المحافظة على المكتسابات والاستحقاقات القومية والسياسية والاقتصادية والثقافية وتطويرها والتي تحققت عبر مسيرة نضالية تاريخية كانت ثمرة دماء شهدائنا وتضحيات شعبنا واستجابة لارادته الحرة القوية.
- ترسيخ وتعزيز الوحدة الوطنية في اقليم كوردستان والعراق، والعمل على ايجاد الحلول المناسبة لحل القضايا العالقة بين حكومة الإقليم والحكومة الاتحادية وفق الدستور.
- تطوير النظام البرلماني الفدرالي (الاتحادي) وضمان مشاركة جميع مكونات الشعب العراقي في المؤسسات الدستورية.
- ضمان مشاركة شعب كوردستان في صنع واتخاذ القرار السياسي العراقي عن طريق المشاركة في مؤسسات الحكومة الاتحادية.
- احترام الدستور افيدرالي من خلال تطبيق مواده وإيلائه القدسية اللازمة باعتباره المعبر الحقيقي لإرادة الشعب العراقي والضامن الوحيد لوحدة العراق أرضا وشعباً.
- ضمان الحقوق القومية والثقافية والإدارية للتركمان، والكلدان والأشوريين، والأرمن.
- ضمان حق كل مكون ديني ومذهبي في إقليم كوردستان في ممارسة طقوسه الدينية وتأسيس المجالس لتنظيم شؤونه الثقافية والاجتماعية وتطويرها وتنميتها.
- اقامة أفضل العلاقات مع الاحزاب العاملة في كوردستان والعراق والتي تؤمن بالدستور وبالديمقراطية وحقوق الإنسان والفيدرالية والتأخي الوطني وتعترف بحق الشعب الكوردي في تقرير مصيره.
- ترسيخ مبدا التعايش وروح التسامح بين كافة مكونات الشعب من قوميات والاديان والمذاهب.
- العمل على احترام العراق لالتزاماته الدولية وتطبيق المواثيق والمعاهدات الدولية كافة لاسيما تلك المتعلقة بحقوق الإنسان وحقوق الاقليات وحق تقرير المصير.

### اهداف الحزب الإقليمية والدولية
- تقوية العلاقات الودية بين الإقليم ودول الجوار وتعزيزها على اساس مبدأ المصالح المشتركة والاحترام المتبادل وحسن الجوار وعدم التدخل في الشؤون الداخلية وحل المشاكل بالطرق السلمية على وفق مبادئ القانون الدولي العام.
- التمسك باهداف الامم المتحدة ومبادئها واحترام المعاهدات والمواثيق الدولية كافة التي لاتتعرض مع مصالح شعب كوردستان.
- دعم جهود الدول الصديقة والمنظمات الدولية، الحكومية منها وغير الحكومية، المساهمة في نهوض بالنواحي السياسية والاقتصادية والثقافية في اقليم كوردستان وحل مشاكلها بالوسائل السلمية وعلى نحو عادل.
- القيام بحملة دولية لحث الدول والمنظمات الدولية (الامم المتحدة) للدفاع عن الشعوب المرتبكة بحقها الجرائم الدولية ومساندة جهودها من اجل استقلالها السياسي ونموها والاجتماعي والثقافي.
- تقوية علاقات الصداقة التعاون مع الشعوب والاحزاب والشخصيات والمنظمات غير الحكومية التي تقف إلى جانب شعب كوردستان.
- فتح ممثليات حكومة إقليم كوردستان العراق في مختلف دول العالم على وفق الدستور العراقي النافذ وتهيئة البيئة المشجعة لفتح قنصليات تلك الدول في إقليم كوردستان لتعزيز العلاقات معها في المجالات المختلفة.
- اكتساب الحركة التحررية الكوردية صفة مراقب في منظمة الامم المتحدة ووكالاتها المتخصصة، لضمان حق الشعب الكوردي في العيش بسلام وعدم تعرضه للاضطهاد والإبادة الجماعية مرة أخرى.
- توثيق وتطويرعلاقات الإقليم بالمنظمات الدولية ولاسيما منظمة الامم المتحدة وإيجاد آليات وصيغ مناسبة لضمان مشاركة ممثلي الإقليم في المؤتمرات والمنظمات الدولية وهيئات الامم المتحدة ووكلاتها المتخصصة.

## شعار وعلم ورمز الحزب

### الشعار
التجديد - العدالة – التعايش

### العلم

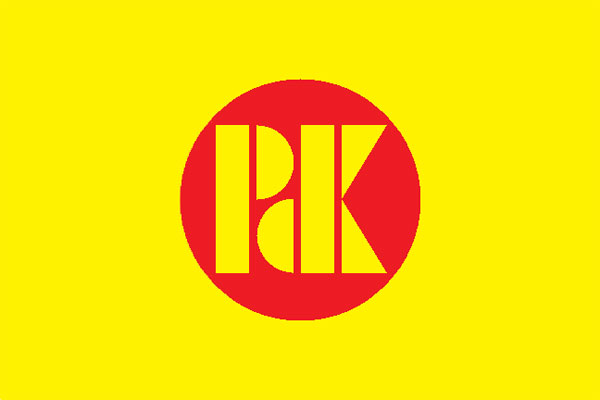
علم حزب الديمقراطي الكردستاني صممه الفنان حسين حيدر في عام 1946

يتكون علم الحزب بشكل رئيسي من الحروف (PdK)، التي ترمز إلى الاحرف الأولى للحزب بالكردية اللاتينية (PARTIYA DEMOKRATA KURDISTANÊ)، بالونين الأصفر والأحمرمرسومين على شكل دائري وقد صممه الفنان الكردي حسين حيدر.

#### الميزات الهامة للعلم
- اللون الأصفر: يرمز إلى ضوء الشمس، مصدر الحياة، الدفء والطاقة كما انه لون الحزب منذ تأسيسه.
- اللون الأحمر: يرمز إلى دم شهداء كوردستان.
- الحروف (PDK): الهدف من وضع الحرف (d) الصغيربدلا من الحرف الكبير ذلك لاظهارالتوافق البصري بين الحرفين (p) و (K) وبشكل خاص للربط والتوافق بين الحرفين (p) و (d) كي يظهر على انهما متطابقتان أو انهما انعكاس لصورة بعضهما البعض وايضا لخلق الترابط بين الكلمتين (DEMOKRATA) و (KURDISTANE) على انهما لاينفصلان عن بعضهما البعض باي شكل من الاشكال وايضا كل من الحرفين (K) و (D) قد صنع بشكل...

### الرمز
رمز الحزب الديمقراطي الكردستاني يتكون من دائرتين، دائرة خارجية ودائرة داخلية تتضمن شمس مشرقة مع 46 شعاع كرمز إلى العام 1946، العام الذي تأسس فيه البارتي، في منتصف قرص الشمس، نسر يقف وهامته مرفوعة. وفي اعلى الشعار ما بين الدائرتين الداخلية والخارجية كتب اسم الحزب، وتحت النسر نقشت بالاحرف الأولى للحزب (Kurdistan Democratic Party- KDP)، ضمن الدائرتين الخارجية والداخلية من الاسفل سنبلتين يعبرون باتجاه بعضها البعض. ضمن الدائرتين من اسفل الشمس هنا عبارة (PARIYA DÊMOKRATA KURDISTANÊ) بالكردية اللاتينية، ويستند الرمز على خلفية بيضاء، مما يدل على النقاء والحرية والسلام والتعاون، وقد صممه جمال بختيار.

#### الوان الشارة والمعاني
- الدائرة الخارجية (الحمراء): ترمز إلى دم شهداء كوردستان والنضال المستمر من أجل حرية وكرامة كوردستان.
- الدائرة الداخلية (الخضراء): يعبر عن الجمال والمناظر الطبيعية في كوردستان.
- الشمس (الصفراء): تمثل مصدر الحياة والطاقة للناس.
- النسر: يرمز إلى الحرية، والنبل، العزة، الصبر والتحمل.
- السنابل: تمثل الزراعة في كوردستان، ومصدرغنى الأرض.

## فروع الحزب
- فرع الأول في دهوك.
- فرع الثاني في أربيل.
- فرع الثالث في كركوك.
- فرع الرابع في محافظة السليمانية.
- فرع الخامس في بغداد.
- فرع السادس في شمال لندن.
- فرع السابع في واشنطن، أمريكا.
- فرع الثامن في زاخو.
- فرع التاسع فيعقرة.
- فرع العاشر في سوران.
- فرع 11 في رانية.
- فرع 12 في حلبجة.
- فرع 13 في محافظة نينوى.
- فرع 14 في سنجار.
- فرع 15 في خانقين.
- فرع 16 في شاويس.
- فرع 17 في عمادية.
- فرع 18 في شيخان.
- فرع 19 في جمجمال.
- فرع 20 في كندا.
- فرع 21 في كلار.
- فرع 22 في مخمور.
- فرع 23 في شقلاوة.
- فرع 24 في بالكة تي [6]

## الانتخابات

### برلمان
فاز حزب الديمقراطي في الانتخابات التي جرت في 19/5/1992 حيث حصل على 51 مقعد ، في انتخابات 2005 فاز الحزب للمرة الثانية بـ106 مقعد في قائمة كردستان (الحزب الديمقراطي الكردستاني وحزب الاتحاد الوطني الكردستاني)، في انتخابات 2009 فاز الحزب للمرة الثالثة ب 59 مقعد في قائمة كردستان (الحزب الديمقراطي الكردستاني وحزب الاتحاد الوطني الكردستاني) ، في انتخابات 2013 فاز الحزب للمرة الرابعة على التوالي بـ38 مقعد.

### الرئاسة
فاز مسعود البرزاني رئيس حزب الديمقراطي الكردستاني ب ولاياتان (1992-2005).